# تبثر
التنَفُّط أو التبثر أو البطباطة أو  البثرة أو النفطة أو الفقفوقة (بالإنجليزية:  Blister)‏ هو وجود تجمع سائل كالبثرة في جيب في الطبقات العلوية للجلد يحدث عادة بسبب احتكاك أو حرق أو تعرض كيميائي أو التهاب. يكون فيها عادة سائل شفاف هو بلازما الدم وأحيانًا فيها دم أو قيح.